# Нильссон, Мартин
Мартин Нильссон (12 июля 1874[…], Стоби — 7 апреля 1967[…], Лунд, Мальмёхус) — шведский филолог, исследователь классической мифологии и религии.

## Биография
В начале 1900-х годов начал свою карьеру в качестве преподавателя Лундского университета. В 1905 был назначен секретарём Шведской Археологической Комиссии на Родосе. В 1909 получил место профессора Древней Греции, Классической Археологии и Древней истории в Лунде и членом Шведской Королевской академии литературоведения, истории и древностей в Стокгольме. В 1924 году он стал членом-корреспондентом Прусской академии наук.

## Работа
Самая известная работа Нильссона на немецком языке — Geschichte der griechischen Religion (перевод «История греческой религии») в Handbuch der Altertumswissenschaft (перевод «Справочник античных древностей»), которая издана в нескольких изданиях. Нильссон ранее опубликовал её на шведском языке под названием Den grekiska Religens Historia (1922). На английском языке чаще цитируется его «Минойско-микенская религия и её выживание в греческой религии».

### Список произведений
- Греческая народная религия = Greek popular religion. — СПб.: Алетейя, 1998. — 256 с. — (Античная библиотека. Исследования). — 2,000 экз. — ISBN 5-89329-094-3.